# فارست، کمبریج‌شر
فارست (به انگلیسی: Farcet) یک روستا و محله مدنی در بریتانیا است که در هانتینگدونشر واقع شده‌است. فارست ۱٬۸۰۰ نفر جمعیت دارد.